# NGC 1929
NGC 1929 ist die Bezeichnung eines Emissionsnebels im Sternbild Dorado. 
Das Objekt wurde am 27. September 1826 von dem britischen Astronomen James Dunlop entdeckt.